# St. Rose (Luizjana)
St. Rose – jednostka osadnicza w Stanach Zjednoczonych, w stanie Luizjana, w parafii St. Charles.